# Graf Schorschi
Graf Schorschi ist ein volkstümliches Spiel mit Musik in drei Akten, das 1941 von dem Münchner Carl Borro Schwerla veröffentlicht wurde.

## Handlung
Am Münchner Viktualienmarkt ist der Stand von Walburga Graf. Der junge Georg, genannt Schorschi, unterstützt seine Mutter beim Verkauf von Blumen und Gemüse. Eines Tages muss Schorschi einen Strauß Rosen bei der Familie Schrumm abgeben. Dort stellt er sich namentlich korrekt mit „Herr Graf“ vor und wird fälschlich für einen eigentlich erwarteten Adligen gehalten. Als herauskommt, dass jener ein mutmaßlicher Hochstapler ist, wird stattdessen irrtümlich der Graf Schorschi festgenommen. Auf der Polizeiwache klärt sich die Sache mühsam auf, und schließlich kann er mit Schrumms Tochter Bertl glücklich werden.

## Verfilmungen
- Der Komödienstadel, Graf Schorschi, Bayerischer Rundfunk, Erstausstrahlung 12. Mai 1962
  - Josef Schrumm: Michl Lang
  - Babett Schrumm: Marianne Lindner
  - Bertl Schrumm: Christa Berndl
  - Blumenhändlerin Walburga Graf: Lucie Englisch
  - Schorschi Graf: Maxl Graf
  - Rosl: Veronika Fitz
  - Schenkkellner Lenz: Georg Rückerl
  - Köchin Theres: Erni Singerl
  - Meier: Konstantin Delcroix
  - Ein Kunde: Carl Ehrhardt-Hardt
  - Kribler: Ludwig Schmid-Wildy
  - Graf Pollar: Hans Friedrich
  - Weinzierl: Franz Fröhlich
  - Schmairiedl: Paul Kürzinger
  - Schöberl: Georg Hartl
  - Buch: Carl Borro Schwerla
  - Regie: Olf Fischer[4][5]

- Der Komödienstadel, Graf Schorschi, Bayerischer Rundfunk, Erstausstrahlung 29. April 1977
  - Josef Schrumm: Beppo Brem
  - Babett Schrumm: Marianne Lindner
  - Bertl Schrumm: Mona Freiberg
  - Blumenhändlerin Walburga Graf: Erni Singerl
  - Schorschi Graf: Michael Ande
  - Rosl Schimmelbeck: Katharina de Bruyn
  - Schenkkellner Lenz: Anton Feichtner
  - Köchin Theres: Franziska Stömmer
  - Buch: Carl Borro Schwerla
  - Bearbeitung und Regie: Olf Fischer[6]

- Graf Schorschi, Gemeinschaftsproduktion ZDF/ORF, Erstausstrahlung 20. April 1974
  - Victorius Seiberl: Paul Löwinger
  - Leopoldine Seiberl: Hansi Prinz
  - Trudl Seiberl: Sissy Löwinger
  - Blumenhändlerin Karoline Graf: Tilla Hohenfels
  - Schorschi Graf: Walter Scheuer
  - Köchin Resl: Hilde Rom
  - Amtsdiener Möstl: Sepp Löwinger
  - Privatdetektiv Hollerer: Harry Glöckner
  - Paula: Margret May
  - Regie: Georg Madeja und Paul Löwinger junior[7]

## Hörspiele
- Graf Schorschi Erstausstrahlung 21. Juli 1947 Radio München
  - Regie: Kurt Wilhelm[8]
- Der Komödienstadel Graf Schorschi Erstausstrahlung 26. Dezember 1965
  - Komposition: Raimund Rosenberger
  - Regie: Olf Fischer
  - Josef Schrumm: Michl Lang
  - Babett Schrumm: Amsi Kern
  - Bertl Schrumm: Ursula Herion
  - Walburga Graf: Paula Braend
  - Georg Graf, genannt Schorschi: Maxl Graf
  - Rosl: Uschi Kuttner
  - Schankkellner Lenz: Ossi Eckmüller
  - Köchin Theres: Erni Singerl
  - Meier: Karl Tischlinger
  - Kribler: Ludwig Schmid-Wildy
  - Polizeibeamte: Max Grießer, Willy Anders und Alois Rauch
  - Pollar: Otfried Breiholz
  - Kunde: Karl Erhard-Hardt
  - Marlies Compère[9]